# Ponikva pri Žalcu
Ponikva pri Žalcu je naselje u slovenskoj Općini Žalecu. Ponikva pri Žalcu se nalazi u pokrajini Štajerskoj i statističkoj regiji Savinjskoj. 

## Stanovništvo
Prema popisu stanovništva iz 2002. godine naselje je imalo 339 stanovnika.